# Beutolomäus und der falsche Verdacht
Beutolomäus und der falsche Verdacht ist ein deutscher Fernsehfilm des Regisseurs Hannes Spring aus dem Jahr 2012. Es ist der dritte separate Spielfilm der Beutolomäus-Reihe.

## Handlung
Der kleine Louis muss immer wieder mit seiner Mutter umziehen, da sie eine Künstlerin ist, die es nie lange an demselben Ort hält. Das missfällt ihm, da er so nie Freunde gewinnen kann. Als wieder mal ein Umzug vonstattenging und Louis im kleinen Ort Hutzeldorf angekommen ist, schreibt er einen Brief an den Weihnachtsmann. In diesem schreibt er seinen einzigen Wunsch hinein: „Endlich richtige Freunde“. Doch da gibt sich selbst der Weihnachtsmann geschlagen, da auch er keine richtigen Freunde verschenken kann. Als Louis in den Verdacht gerät, in der Kirche die Weihnachtskrippe beschädigt zu haben, schickt der Weihnachtsmann seinen guten Freund Beutolomäus nach Hutzeldorf, um dabei mitzuhelfen, den wahren Täter ausfindig zu machen. In gemeinsamer Detektivarbeit gelingt es den beiden, nachdem sie verschiedene Spuren und Fußabdrücke verglichen haben, David als Täter zu ermitteln, wobei sich jedoch im weiteren Verlauf herausstellt, dass dieser die Krippe nicht absichtlich beschädigt hat, sondern nur, um seiner Freundin Julia die Liebe zu ihr zu beweisen.
David gibt die Tat gegenüber Louis zu und fordert ihn dazu auf, sein Geständnis bei der Polizei anzuzeigen. Louis jedoch erkennt die Zusammenhänge und sagt David zu, sein Geheimnis für sich zu behalten. Als jedoch die Polizei in der Kirche in Erscheinung tritt, um Louis festzunehmen, tritt David aus dem Hintergrund und gibt zu, die alleinige Schuld zu tragen. Spontan entscheiden sich alle Gemeindemitglieder dazu, den entstandenen Schaden gemeinsam zu reparieren.
Die Handlung endet in einem friedvollen Krippenspiel in der Kirche. In der Schlussszene begibt sich der Weihnachtsmann gemeinsam mit Beutolomäus auf den Weg, die Kinder in aller Welt mit Weihnachtsgeschenken zu beglücken.

## Erstausstrahlung
Beutolomäus und der falsche Verdacht wurde am 25. Dezember 2012 erstmals in der ARD ausgestrahlt. Am 7. November 2014 erfolgte die Veröffentlichung auf DVD.

## Kritiken
Kino.de bewertet wohlwollend: „[…] Der knuddelige Geschenkesack mit den schwarzen Kulleraugen und der dicken Knollennase spielte bereits die Hauptrolle in mehreren vorweihnachtlichen Serien und Spielfilmen, die stets eine kindgerechte Mischung aus Märchen-Zauber, Krimi-Spannung und viel Humor sind. Da macht auch dieser Spielfilm aus dem Jahr 2012 mit dem kleinen Tim Marco als Louis und Valerie Niehaus als dessen Mutter Liliane keine Ausnahme. Ein Muss für kleine und große ‚Beuto‘-Fans und alle Weihnachtsliebhaber.“